# Claudio Chieffo (album)
Claudio Chieffo è il terzo album in studio del cantautore italiano Claudio Chieffo pubblicato nel 1982.

## Tracce
Lato A
Testi e musiche di Claudio Chieffo.
1. La strada – 3:38
2. Favola – 4:08
3. Ritorno – 5:10
4. La porta – 6:00
5. Ballata dell'amore vero – 3:07

Durata totale: 22:03
Lato B
Testi e musiche di Claudio Chieffo.
1. Vorrei – 5:21
2. Canzone degli uomini liberi – 6:15
3. I fiumi – 5:08
4. Canzone degli occhi e del cuore – 5:32

Durata totale: 22:16

## Formazione
- Claudio Chieffo: voce e chitarra
- Fabrizio Scheda: chitarra 12 corde
- Roberto Andreoni: pianoforte, sintetizzatore
- Stefano Dall'Ora: basso elettrico, chitarra classica, chitarra acustica, chitarra elettrica, mandolino
- Marcello Colò: batteria, percussioni, glockenspiel, arrangiamento Favola
- Carlo Pastori: fisarmonica
- Carlo Gramegna: violino
- Sergio Lonoce: corno
- Corrado Colombo: sassofono contralto, sassofono tenore, clarinetto
- Luca Avanzi: oboe, corno inglese
- Marco Zonzi: banjo
- Atman: cori

## Edizioni
- 1982 – Claudio Chieffo, Claudio Chieffo, LP, I dischi dell'Ippopotamo Polygram C 2